# Hannelore Bollmann
Hannelore Bollmann, född 10 maj 1925 i Hamburg, död 7 april 2023, var en tysk skådespelare. Under åren 1947-1966 medverkade hon i över 30 tyskspråkiga filmer och gjorde på 1950-talet flera huvudroller i tysk film.

## Filmografi, urval
- 1954 – Vår i Wien
- 1955 – Wien dansar och ler
- 1955 – Spionage
- 1956 – Söndagsbarnet